# Felix Schütz
Felix Schütz (Erding, 3 novembre 1987) è un hockeista su ghiaccio tedesco.

## Palmarès

### Olimpiadi invernali
- 1 medaglia:
  - 1 argento (Pyeongchang 2018)